# Бем Францішек
Францішек Бем (дати народження і смерті невідомі) — польський композитор і органіст XIX століття.
Працював у Тульчині. У 1841 році заснував у Львові приватку школу органістів, яка в 1860-х роках входила до складу консерваторії Галицького музичного товариства та існувала до 1939 року. 
Автор двох увертюр, полонезів, балетної музики.